# Martina Pinto
Martina Pinto (* 3. September 1989 in Mombasa, Kenia) ist eine italienische Schauspielerin.

## Leben
Martina Pinto wurde als Kind italienischer Eltern am 3. September 1989 in Mombasa, Kenia geboren. Im Alter von sechs Jahren zog sie mit ihren Eltern nach Italien zurück, wo sie zuerst in Assisi lebte. Später zog die Familie nach Rocca di Papa, seit 2007 lebt Pinto in Ronciglione.
Ihren ersten Auftritt als Schauspielerin hatte Pinto 2000 in der Serie Valeria medico legale, zusammen mit Claudia Koll. 2003 spielte sie die Rolle der Maria Goretti im italienischen Film Heilige Maria Goretti. Danach übernahm sie verschiedene andere Rollen in italienischen Fernsehserien. 2005 trat sie in 25° Ora, Regisseur war Marcantonio Graffeo. Von 2006 bis 2007 nahm sie an der dritten Staffel der Reality-Show Ballando con le stelle (Tanzen mit den Stars) teil und gewann den Wettbewerb. 2008 trat sie wieder in verschiedenen Fernsehserien auf und hatte eine Rolle in dem Film Grande, grosso e Verdone, bei dem Carlo Verdone Regie führte. Zuletzt war sie in dem Film Ex zu sehen, der im Februar 2009 in Italien in die Kinos kam.

## Filmografie

### Kino
- 2005: 25° Ora (Kurzfilm)
- 2008: Grande, grosso e Verdone
- 2008: La fidanzata di papà
- 2009: Ex

### Fernsehfilme und -serien
- 2000: Valeria medico legale – Episode: Buon compleanno Valeria
- 2001: L’uomo che piaceva alle donne – Bel Ami
- 2002: Maria Goretti
- 2003: Un caso di coscienza
- 2003: La squadra – einzelne Episode
- 2003: Incantesimo
- 2004: Don Matteo – Episode: L'estraneo
- 2005: Caterina e le sue figlie
- 2005: Distretto di polizia
- 2006: Sottocasa
- 2006: Nati ieri
- 2007: La terza verità
- 2007: Ho sposato uno sbirro
- 2008: Carabinieri
- 2008: RIS delitti imperfetti
- 2008: Il sangue e la rosa
- 2009: Caterina e le sue figlie 3